# Tona oleju ekwiwalentnego
Tona oleju ekwiwalentnego (toe) – jest to energetyczny równoważnik jednej metrycznej tony ropy naftowej o wartości opałowej równej 10000 kcal/kg. Używana przede wszystkim w energetyce do opisu dużych wartości energii. 
Używa się też jednostki pochodnej Mtoe = 1 000 000 toe.

## Definicje
Międzynarodowa Agencja Energetyczna (IEA) i Organizacja Współpracy Gospodarczej i Rozwoju (OECD) definiują 1 toe jako:
- 1 toe = 11 630 kWh = 11,63 MWh
- 1 toe = 41,868 GJ
- 1 toe = 10 Gcal
- 1 toe = 39 683 207,2 BTU
- 1 toe = 1,42857143 tce

Inne definicje:
- 1 toe = 7,33 boe[2]